# سانتیاگو بنیتز
سانتیاگو بنیتز (انگلیسی: Santiago Benítez؛ ۱۹۰۳ – ۱ ژانویه ۱۹۹۷) یک بازیکن فوتبال اهل پاراگوئه بود.